# À toute vitesse (film, 1986)
Pour les articles homonymes, voir À toute vitesse.
À toute vitesse (Quicksilver) est un film américain réalisé en 1986 par Thomas Michael Donnelly. La musique de ce film a été écrite et jouée par Tony Banks, le claviériste du groupe Genesis. 

## Synopsis
Jack Casey (Kevin Bacon) est plutôt doué pour la finance mais une décision boursière mal assurée change son destin. Il abandonne les places de marché pour devenir messager à vélo. Dans la rue, il n'y a qu'à se laisser guider entre le point A et le point B, pour livrer lettres et paquets. Pas de décision à prendre si ce n'est le chemin le plus rapide. Mais ses nouveaux amis, Hector, mais surtout la jolie Terri, vont avoir besoin de son aide. Jack va alors devoir reprendre confiance en lui, et retrouver courage pour affronter les défis qui se dressent devant lui...

## Fiche technique
- Titre : À toute vitesse
- Titre original : Quicksilver
- Réalisation : Thomas Michael Donnelly
- Scénario : Thomas Michael Donnelly
- Production : Daniel Melnick (en) et Michael I. Rachmil
- Musique : Tony Banks
- Genre : Comédie dramatique
- Pays de production :  États-Unis
- Durée : 105 minutes
- Date de sortie : États-Unis 14 février 1986

## Distribution
- Kevin Bacon : Jack Casey
- Jami Gertz : Terri
- Paul Rodriguez : Hector Rodriguez
- Rudy Ramos : Gypsy
- Laurence Fishburne : Voodoo (crédité comme « Larry Fishburne »)
- Louie Anderson : Tiny